# 秘密の花
「秘密の花」（ひみつのはな）は、西村朗作曲、大手拓次作詞の女声合唱組曲である。1986年（昭和61年）出版。

## 概説
女声合唱団・彩の会の委託により、1985年（昭和60年）12月２日、同団の第五回定期演奏会（練馬文化センター大ホール）で初演された。指揮は栗山文昭、ピアノは田中瑤子。
西村朗の大手拓次三部作の第三作にあたる。第一作は「まぼろしの薔薇」、第二作は「そよぐ幻影」である。いずれも大手拓次の詩集『藍色の蟇』のテクストを用いている。西村朗が「旋律、和声、リズム、動機等、さまざまの点で有機的な結びつきを持ち、私にとっては本来分かち難いもので、いつの日かこれら三作が一夜のコンサートにおいてまとめて上演されることを今は夢見ております」と語るように、三部作は音楽的・内容的関わり合いが強い。
同作は”妖しく耽美な愛とエロスの音詩”と説明されており、
との萩原朔太郎による大手拓次の作風についての評価を引用し、そのイメージを語っている。

## 曲目
全5楽章からなる。いずれも『藍色の蟇』収録の連作詩「黄色い接吻」から。
1. くちびる（夜の脣）
1988年（昭和63年）の第41回全日本合唱コンクールで女声合唱の課題曲の一つとして選ばれた[2]。
2. 道化服を着た死（道化服を着た骸骨）
3. 髪（ひとすぢの髪）
4. ゆびⅠ（春の日の女のゆび）
5. ゆびⅡ（頸をくくられる者の歓び）

なお、各曲はそれぞれ原題から改題されている。（）内は原題である。また、作曲の都合上、詩に変更・省略が加えられているものがある。

## 楽譜
- 「秘密の花」（カワイ出版、1986年（昭和61年）7月1日）ISBN 9784760914661
- 合唱名曲シリーズ No.17（1988年2月25日） - 「くちびる」のみ収録[2]

## レコード・CD
|                                                 | 発売日     | レーベル             | ASIN       | JAN           |
| ----------------------------------------------- | ---------- | -------------------- | ---------- | ------------- |
| 日本合唱曲全集「まぼろしの薔薇」西村朗作品集(1) | 2005/10/21 | 日本伝統文化振興財団 | B000B84PSE | 4519239010460 |